# Santa Vittoria in Matenano
Santa Vittoria in Matenano är en ort och kommun i provinsen Fermo i regionen Marche i Italien. Kommunen hade 1 310 invånare (2018).